# Фукјер ле Бетен
Фукјер ле Бетен (фр. Fouquières-lès-Béthune) насеље је и општина у североисточној Француској у региону Север-Па де Кале, у департману Па де Кале која припада префектури Béthune.
По подацима из 2011. године у општини је живело 1086 становника, а густина насељености је износила 448,76 становника/km². Општина се простире на површини од 2,42 km². Налази се на средњој надморској висини од 26 метара (максималној 49 m, а минималној 23 m).

## Демографија
| 1962. | 1968. | 1975. | 1982. | 1990. | 1999. | 2011. |
| ----- | ----- | ----- | ----- | ----- | ----- | ----- |
| 537   | 540   | 1.029 | 952   | 1.168 | 1.133 | 1.086 |

График промене броја становника у току последњих година